# كيفن براون (لاعب دوري الرغبي)
كيفن براون (بالإنجليزية: Kevin Brown)‏ هو لاعب دوري الرغبي أسترالي، ولد في 1933، وتوفي في 2000 في Condobolin ‏ في أستراليا.